# Кузьмичёва, Любовь Сергеевна
Любо́вь Серге́евна Кузьмичёва  (14 [27] мая 1900 — 3 апреля 1980, Москва) — советская актриса театра и кино, лауреат Сталинской премии (1951).

## Биография
Родилась 14 (27 мая) 1900 года.
- Актриса Театра Корша (1920-е годы),
- Свердловского ТД (1934—1937),
- Горьковского ГТД (с 1937 года).
- Актриса МАТС.

Умерла 3 апреля 1980 года. Похоронена в Москве на Ваганьковском кладбище.

## Фильмография
| Год  |   | Название               | Роль                                                                                 |
| ---- | - | ---------------------- | ------------------------------------------------------------------------------------ |
| 1953 | ф | Свадьба с приданым     | председатель колхоза «Искра», вдова, мать Ольги и Галины Василиса Павловна Степанова |
| 1964 | ф | Вызываем огонь на себя | тётя Клава                                                                           |

## Награды и премии
- Сталинская премия третьей степени (1951)[1] — за исполнение роли Василисы Павловны Степановой в пьесе «Свадьба с приданым» Н. М. Дьяконова на сцене МАТС.
- Медаль «За доблестный труд в Великой Отечественной войне 1941—1945 гг.».